# Rakovo
Rakovo (em húngaro: Nagyrákó) é um município da Eslováquia, situado no distrito de Martin, na região de Žilina. Tem 5,42 km² de área e sua população em 2018 foi estimada em 375 habitantes.

## Demografia
| Ano:        | 1994 | 2004    | 2014   | 2024    |
| ----------- | ---- | ------- | ------ | ------- |
| Broj ljudi: | 242  | 317     | 333    | 398     |
| Razlika:    |      | +30,99% | +5,04% | +19,51% |

| Ano:               | 2023 | 2024   |
| ------------------ | ---- | ------ |
| Número de pessoas: | 385  | 398    |
| Diferença:         |      | +3,37% |